# コンスタンティナ・ヴラハキ
コンスタンティナ・ヴラハキ（ギリシャ語: Κωνσταντίνα Βλαχάκη、ラテン文字転写: Konstantína Vlacháki、1995年5月8日 - ）は、ギリシャの女子バレーボール選手。ポジションはアウトサイドヒッター。ギリシャ代表。

## 来歴
- クラブチーム

ハニア出身。2011年、国内2部リーグのS.F.P. Chaniaへ入団。2013年、Iraklis Kifisiasへ移籍し1年間プレーした。2014年7月、Olympiacosへ移籍し、在籍した5年間でギリシャ国内リーグ、ギリギリカップで5回のタイトルを獲得した。2019年6月、ASP Thetisへの移籍が発表され、2019/20シーズンの1年間プレーした。2020年5月、AO Thirasとの契約が発表され、2020/21シーズンはギリシャカップで準優勝した。2021年6月、ドイツのSCポツダムへの移籍が発表され、2021/22シーズンのドイツブンデスリーガで準優勝した。2022年6月、AEKアテネへの入団が発表され、2022/23シーズンのギリシャ国内リーグで4位、ギリシャカップで準優勝した。2023年7月、Olympiacosへ復帰することが発表され、2023/24シーズンのギリシャリーグで準優勝、ギリシャカップで優勝を果たした。2024年5月、パナシナイコスへの移籍が発表された。
- 代表チーム

2019年、ギリシャ代表に初選出される。同年の欧州選手権、2021年の欧州選手権に出場した。

## 球歴
- 欧州選手権 - 2019年、2021年

## 所属クラブ
- S.F.P. Chania（2011-2013年）
- Iraklis Kifisias（2013-2014年）
- Olympiacos（2014-2019年）
- ASP Thetis（2019-2020年）
- AO Thiras（2020-2021年）
- SCポツダム（2021-2022年）
- AEK アテネ（2022-2023年）
- Olympiacos（2023-2024年）
- パナシナイコス（2024-）